# Pável Samusenko
Pável Samusenko (en ruso: Павел Самусенко; Vólogda, 9 de agosto de 2001) es un deportista ruso que compite en natación.
Ganó una medalla de plata en el Campeonato Mundial de Natación de 2025 y una medalla de oro en el Campeonato Mundial de Natación en Piscina Corta de 2021.

## Palmarés internacional
| Campeonato Mundial                  | Campeonato Mundial  | Campeonato Mundial | Campeonato Mundial |
| Año                                 | Lugar               | Medalla            | Prueba             |
| ----------------------------------- | ------------------- | ------------------ | ------------------ |
| 2025                                | Singapur (Singapur) | Medalla de plata   | 50 m espalda       |
| Campeonato Mundial en Piscina Corta |                     |                    |                    |
| Año                                 | Lugar               | Medalla            | Prueba             |
| 2021                                | Abu Dabi (EAU)      | Medalla de oro     | 4 × 50 m estilos   |

1. ↑  Compitió en la serie preliminar.